# Camera dei rappresentanti dell'Indiana
La Camera dei rappresentanti dell’Indiana è, insieme al Senato, una delle due camere dell’Assemblea generale dell’Indiana. Essa si riunisce nel Campidoglio dello Stato dell’Indiana.
Composta da 100 membri, la Camera viene eletta ogni due anni.